# Кізеловський ВТТ
Кізеловський ВТТ (рос. КИЗЕЛОВСКИЙ ИТЛ, Кизеллаг) — підрозділ, що діяв в структурі Головного управління виправно-трудових таборів Народного комісаріату внутрішніх справ СРСР (ГУЛАГ НКВС).
Організований 06.06.47 (виділений зі складу Широковського ВТТ);

діючий на 01.01.60.

## Підпорядкування і дислокація
- ГУЛЛП с 06.06.47 ;
- ГУЛАГ МЮ с 02.04.53;
- ГУЛАГ МВС с 28.01.54;
- ГУЛЛП с 02.08.54;
- ГУЛАГ МВС с 13.06.56;
- ГУИТК МВС СРСР с 27.10.56;
- МВС РСФСР с 01.12.57;
- ГСЛ МВС РСФСР с 05.02.58.

Дислокація: Молотовська (нині Пермська) обл., м.Кізел.

## Виконувані роботи
- лісозаготівлі в Молотовській обл.,
- будівництво Косвінського гідролізного заводу (з 04.12.49),
- ліквідація недоробок на будівництві Широковської ГЕС,
- продовження будівництва Широковської ГЕС,
- обслуговування судоремонтних майстерень в Косьвінській затоці, лісопиляння,
- будівництво гідролізного заводу в р-ні ст. Половинка,
- будівництво і ремонт лісовозних доріг,
- обслуговування вузькоколійних залізниць, гаража, ЦРМ і пошивочних майстерень,
- сплавні роботи, робота на кам'яному кар'єрі,
- с/г роботи, виготовлення меблів та дрібного дерев'яного ширвжитку,
- будівництво домобудівельного цеху, вузькоколійних залізниць і автодоріг, житлове будівництво.

## Чисельність з/к
- 01.06.47 — 2362,
- 01.01.48 — 11 343,
- 01.01.49 — 13 373,
- 01.01.50 — 15 067,
- 01.01.51 — 19 729,
- 01.01.52 — 17 1702,
- 01.01.53 — 21 285;
- 01.01.54 — 12 373,
- 07.55 — 14 108,
- 01.01.56 — 12 927,
- 01.01.57 — 13 925,
- 01.01.59 — 13 840,
- 01.01.60 — 10 611